# Palenque (Mexiko)
Palenque (nicht zu verwechseln mit der etwa 9 km entfernten Maya-Stätte) ist eine Stadt mit ca. 55.000 Einwohnern und Hauptort einer Gemeinde (municipio) mit ca. 140.000 Einwohnern im Bundesstaat Chiapas im Südosten Mexikos. Seit dem Jahr 2015 ist die Stadt als Pueblo Mágico eingestuft.

## Lage und Klima
Die ca. 80 m hoch gelegene Stadt Palenque liegt beim Río Chacamax am Übergang vom nördlichen, vom Río Usumacinta durchflossenen, Flachland von Tabasco zum Bergland von Chiapas ca. 120 km (Luftlinie) südlich des Golfs von Mexiko. Tuxtla Gutiérrez, die Hauptstadt von Chiapas ist ca. 270 km (Fahrtstrecke) in südwestlicher Richtung entfernt; bis nach Mexiko-Stadt sind es gut 900 km. Die Stadt verfügt über einen nahegelegenen – allerdings kaum frequentierten – Internationalen Flughafen (Code: PQM). Östlich von Palenque schließt sich die Selva Lacandona mit den selten besuchten Maya-Orten Bonampak und Yaxchilán an. Das Klima ist meist schwülwarm; Regen (ca. 1800–2400 mm/Jahr) fällt überwiegend in den Sommermonaten.

## Bevölkerung
| Jahr      | 2000   | 2020   |
| Einwohner | 29.821 | 51.797 |

Der erhebliche Bevölkerungszuwachs beruht im Wesentlichen auf der immer noch anhaltenden Zuwanderung von Familien aus den Dörfern der Umgebung. Die Einheimischen sprechen zumeist Chol, ein Maya-Dialekt, aber auch Spanisch ist geläufig.

## Wirtschaft
Die Landwirtschaft (Ackerbau und Viehzucht) bildete jahrhundertelang die Lebensgrundlage der weitgehend als Selbstversorger lebenden Bevölkerung. Erst um die Mitte des 20. Jahrhunderts begann allmählich die touristische Entwicklung der Stadt, die mittlerweile über zahlreiche Restaurants, Geschäfte aller Art und etwa 70 Hotels mit insgesamt ca. 4000 Betten verfügt.

## Geschichte
Die Maya-Stätte war vom 3. bis zum 9. Jahrhundert besiedelt. Die heutige Stadt Palenque hat kolonialzeitliche Ursprünge (Gründung durch Fray Pedro Lorenzo im Jahr 1567), doch erhielt sie den Status einer Stadt (villa) erst im Jahr 1813. Die meisten Bauten stammen jedoch aus der zweiten Hälfte des 20. Jahrhunderts.

## Sehenswürdigkeiten
- Die Stadt selbst hat keinerlei historisch oder kulturell bedeutende Sehenswürdigkeiten.
- Das Ortszentrum besteht aus zahlreichen gitterförmig angelegten Straßen, die zum Teil noch aus der Kolonialzeit stammen.

Umgebung
- Die Maya-Ruinen der ca. 9 km entfernten archäologischen Stätte gehören zum Standardprogramm der meisten Mexiko-Reisen.
- Das bereits im Jahr 1958 eröffnete und nur etwa 500 m von der Ruinenstätte entfernte Museo Alberto Ruz Lhuillier präsentiert Originalskulpturen und Reproduktionen sowie zahlreiche Schaukästen.